# 鳥ノ木駅
鳥ノ木駅（とりのきえき）は、愛媛県伊予市下吾川にある四国旅客鉄道（JR四国）予讃線の駅である。駅番号はU04。

## 歴史
- 1986年（昭和61年）11月1日：開業[3][4]。駅員無配置駅[5]。
- 1987年（昭和62年）4月1日：国鉄分割民営化により、JR四国の駅となる[6]。

## 駅構造
単式ホーム1面1線の地上駅。開業当時から無人駅であり、自動券売機を設置している。以前は3両編成対応の駅だったが、1997年に4両編成対応に改修し、同時に階段状のステップをスロープ状に改修した。

## 利用状況
- 鳥ノ木駅の利用状況の変遷を下表に示す[7]。
  - 輸送実績（乗降人員）の単位は人であり、年度での総計値を示す[7]。
  - 表中、最高値を赤色で、最高値を記録した年度以降の最低値を青色で、最高値を記録した年度以前の最低値を緑色で表記している。

| 年 度              | 当駅分輸送実績（乗降人員）：人／年度 | 当駅分輸送実績（乗降人員）：人／年度 | 当駅分輸送実績（乗降人員）：人／年度 | 当駅分輸送実績（乗降人員）：人／年度 | 特 記 事 項 |
| ------------------ | ------------------------------------ | ------------------------------------ | ------------------------------------ | ------------------------------------ | ----------- |
| 年 度              | 通勤定期                             | 通学定期                             | 定期外                               | 合 計                                | 特 記 事 項 |
| 2005年（平成17年） | 134,320                              | ←←←←                                 | 45,260                               | 179,580                              |             |
| 2006年（平成18年） | 121,180                              | ←←←←                                 | 44,530                               | 165,710                              |             |
| 2007年（平成19年） | 123,708                              | ←←←←                                 | 42,456                               | 166,164                              |             |
| 2008年（平成20年） | 118,260                              | ←←←←                                 | 37,230                               | 155,490                              |             |
| 2009年（平成21年） | 116,800                              | ←←←←                                 | 35,770                               | 152,570                              |             |
| 2010年（平成22年） |                                      | ←←←←                                 |                                      |                                      |             |
| 2011年（平成23年） |                                      | ←←←←                                 |                                      |                                      |             |
| 2012年（平成24年） |                                      | ←←←←                                 |                                      |                                      |             |

## 駅周辺
開業当時は周辺に鳥ノ木団地があるほかは水田が広がっていたが、近くを通る国道56号沿道の発展とともに宅地化が進んだ。
- 国道56号
- 愛媛県道23号伊予川内線
- 鳥ノ木団地
- ウェルピア伊予（旧愛媛厚生年金休暇センター）

## 隣の駅
四国旅客鉄道（JR四国）
■予讃線
伊予横田駅 (U03) - 鳥ノ木駅 (U04) - 伊予市駅 (U05)